# La Fortuna, Las Margaritas
La Fortuna är en ort i Mexiko.   Den ligger i kommunen Las Margaritas och delstaten Chiapas, i den sydöstra delen av landet, 900 km öster om huvudstaden Mexico City. La Fortuna ligger 566 meter över havet och antalet invånare är 422.
Terrängen runt La Fortuna är bergig norrut, men söderut är den kuperad. Runt La Fortuna är det ganska glesbefolkat, med 30 invånare per kvadratkilometer. Närmaste större samhälle är Emiliano Zapata, 17,0 km öster om La Fortuna. I omgivningarna runt La Fortuna växer i huvudsak städsegrön lövskog.